# Christian Schack
Christian greve Schack (født 24. december 1882 på Schackenborg, død 24. december 1970) var en tysk forstmand, bror til Otto Didrik Schack og Erik Hans Schack.
Han var søn af Hans greve Schack og Henny Louise Vilhelmine født komtesse Lerche-Lerchenborg, var 1897-03 på gymnasiet i Lübeck, studerede jura ved universitetet i München, besøgte Forstakademiet i Hannover-Münden, blev 1907 forstreferendar, 1911 forstassessor, 1918 Oberförster, fra 1920 for Oberförsterei Nienover an der Weser. Samtidig var Schack i 1910 blevet løjtnant af reserven ved Ulanregiment Nr. 1, 1916 Oberleutnant, deltog uden afbrydelse i 1. verdenskrig (slaget ved Verdun, i Karpaterne, Italien og i Champagne). I 1918 blev han Ridder af den preussiske Jernkroneorden.